# Moussa Al-Hassan Diaw
Moussa Al-Hassan Diaw (* 1974) ist islamischer Religionspädagoge. Er ist Mitgründer der NGO DERAD – Extremismusprävention, Dialog und Demokratie.

## Leben
Diaw lebt seit seinem dritten Lebensjahr in Österreich.

## Akademische Laufbahn
Diaw studierte Lehramt mit den Fächern Religionspädagogik, Geschichte, Politische Bildung und Englisch.
Seine Masterarbeit schrieb Diaw an der Universität Wien.
2013 war Diaw wissenschaftlicher Mitarbeiter am Islamtheologische Institut der Universität Osnabrück und 2022 am Zentrum für Islamische Theologie der Westfälischen Wilhelms-Universität Münster.

## Berufliche und ehrenamtliche Tätigkeiten
Bis 2016 unterrichtete Diaw an der Handelsakademie International Business College Hetzendorf.
Diaw ist Mitgründer der 2015 gegründeten NGO DERAD – Extremismusprävention, Dialog und Demokratie.
2016 stellte Diaw als Vertreter des Vereins DERAD zusammen mit Justizminister Wolfgang Brandstetter ein Kooperationsprojekt von DERAD mit dem Justizministerium Österreichs im Bereich der Extremismus-Prävention in allen österreichischen Justizanstalten vor.

## Mitgliedschaften
- Radicalisation Awarness Network der Europäischen Kommission RAN Europe
- Europäischer muslimisch-jüdischer Dialog (EMJD)
- Foundation for Ethnic Understanding – Gathering of European Muslim und Jewish Leaders (FfEU)

## Publikationen
- Wege in und aus der Radikalität. In: Philipp W. Hildmann, Susanne Schmid (Hrsg.): Salafismus in Deutschland und Bayern. Ein Problemaufriss. Hanns Seidel Stiftung, München 2021, ISBN 978-3-88795-596-0, S. 124–128.
- Wege in die Radikalität – Die Ideologie und das Denken politisch und religiös motivierter Bewegungen. In: Rupp, Jasmina / Feichtinger, Walter (Hrsg.): Der Ruf des Dschihad. Theorie, Fallstudien und Wege aus der Radikalität (= Schriftenreihe der Landesverteidigungsakademie. Band 13). Republik Österreich, Bundesministerium für Landesverteidigung und Sport, Wien, 2016, ISBN 978-3-902944-96-2, S. 53–79. (Online.Ausgabe bei bundesheer.at)
- Salafismus und politischer Exklusivismus. In: Ceylan, Rauf / Jokisch, Benjamin (Hrsg.): Salafismus in Deutschland. Entstehung, Radikalisierung und Prävention (= Reihe für Osnabrücker Islamstudien. Band 17). Peter Lang Verlag, Frankfurt  am Main 2014, ISBN 3-631-64458-2.
- Mit Murat Kemal Hirsekorn und Salih Seferovic: Radikalisierung von weiblichen Personen im Kontext des islamisch begründeten politischen Extremismus am Beispiel Österreichs. Studie im Auftrag des Bundesamtes für Verfassungsschutz und Terrorismusbekämpfung (BVT) und des Bundesaußenministeriums für Europa, Integration und Äußeres (BMEIA). DERAD, 2018 (bmeia.gv.at [PDF; 1,2 MB; abgerufen am 30. Dezember 2024]).
- Lebenswelten und Radikalisierungsverläufe von inhaftierten sogenannten Dschihadisten in Österreich. Eine Untersuchung von Personen mit Bezug zu terroristischen Vereinigungen aus dem Bereich der sogenannten politischen und dschihadistischen Salafiyya in Österreich.[12]
- Wege in die Radikalität – Die Ideologie und das Denken politisch und religiös motivierter Bewegungen. In: Jasmina Rupp (Hrsg.): Der (Alb)traum vom Kalifat. Ursachen und Wirkung von Radikalisierung im politischen Islam. Böhlau-Verlag, Wien 2016, S. 53–79.
- Salafismus u. politischer Exklusivismus. In: Rauf Ceylan, Benjamin Jokisch (Hrsg.), 2014: Salafismus in Deutschland. Entstehung, Radikalisierung und Prävention. Reihe für Osnabrücker Islamstudien, Band 17. Peter Lang Verlag, überarbeitete Version.
- Salafismus, Zelotismus und politischer Exklusivismus. In: Zeitschrift für Jugendkriminalrecht und Jugendhilfe, Jahrgang 24, März 2013.
- Die Rolle der Religion für die Integration von Muslimen und Musliminnen aus muslimischer Sicht. Albert Biesinger, Friedrich Schweitzer, Matthias Gronover, Joachim Ruopp (Hrsg.): Integration durch religiöse Bildung. Perspektiven zwischen beruflicher Bildung und Religionspädagogik. Band 1: Glaube-Wertebildung-Interreligiosität. Berufsorientierte Religionspädagogik. Waxmann Verlag, 2012.
- Der Islam und die Menschenrechte. Friedrich Johannsen (Hrsg.): Die Menschenrechte im interreligiösen Dialog – Konflikt- oder Integrationspotential? Kohlhammer Verlag, Stuttgart 2012.
- Religiöse Vielfalt als Chance für einen toleranten Umgang mit religiöser Praxis an staatlichen Schulen. In: Gudrun  Guttenberg, Harald Schroeter-Wittke (Hrsg.): Religionssensible Schulkultur. Edition Paideia Verlag, Jena 2011.
- Islamischer Religionsunterricht an höheren Schulen. In: Bülent Ucar (Hrsg.): Islamische Religionspädagogik zwischen authentischer Selbstverortung und dialogischer Öffnung. Perspektiven aus der Wissenschaft und dem Schulalltag der Lehrkräfte. Peter Lang Verlag, Frankfurt a. M. 2011.
- Radikalisierung islamischer Reformbewegungen und deren Auswirkungen auf das heutige Europa. In: Republik Österreich, Bundesminister für Landesverteidigung und Sport (Hrsg.): Interkulturelle Kompetenz. Schriftenreihe der Heeresunteroffiziersakademie, Ausgabe 18, 2011.
- Ideologisierung des Islam und politisches Sektierertum. In: Republik Österreich, Bundesminister für Landesverteidigung und Sport. (Hrsg.): Militärische Kulturen, Reihe Ethica Themen des Instituts für Religion und Frieden, Publikation des Österreichischen Bundesheers, Bundesministerium für Landesverteidigung und Sport, 2011.
- Die postislamistische Generation in den Moscheegemeinden. Michael Borchard, Rauf Ceylan (Hrsg.): Imame und Frauen in Moscheen im Integrationsprozess. Gemeindepädagogische Perspektiven. Band 4. Konrad-Adenauer-Stiftung / ZIIS Osnabrück. V&R Unipress, 2011.
- Multireligiöses Beten in der Schule aus muslimischer Sicht. Hrsg.: Rainer Oechslen gemeinsam mit Bülent Ucar.
- Identitätsfindung jugendlicher MigrantInnen zwischen Herkunfts- und Aufnahmegesellschaft. Integration oder Marginalisierung. Friedensbüro Salzburg (Hrsg.). Fachreader zu Transkulturalität und Jugendarbeit. Salzburg 2010.
- Verkehrte Bilder – Muslime der zweiten Generation zwischen Klischee und Realität. In: Gregor Maria Hoff, Ulrich Winkler (Hrsg.):  Religionskonflikte: zur lokalen Topografie eines Globalisierungsphänomens. Tyrolia Verlag, 2011, gemeinsam mit Mouhanad Khorchide. Veranstaltung vom 27.–28. Juni 2008 in St. Virgil, Salzburg.

## Ehrungen
- 2015 gemeinsam mit Thomas Schmidinger Entgegennahme des Europäischen Bürgerpreises des Europäischen Parlaments für das Netzwerk Sozialer Zusammenhalt.[13]